# Heriades phthisicus
Heriades phthisicus är en biart som beskrevs av Carl Eduard Adolph Gerstäcker 1857. Heriades phthisicus ingår i släktet väggbin, och familjen buksamlarbin. Inga underarter finns listade i Catalogue of Life.